# Dodekanez
Dodekanez (gr. Δωδεκάνησα, trb. Dodekánisa; w tłum. na pol. „dwanaście wysp”) – archipelag na Morzu Egejskim i do końca 2010 roku prefektura (nomos) w regionie administracyjnym Wyspy Egejskie Południowe w Grecji ze stolicą w mieście Rodos. Prefektura Dodekanez zajmowała łączną powierzchnię 2714 km², zamieszkiwało ją około 200,5 tysiąca ludzi (stan na 2005 rok).

## Wyspy archipelagu

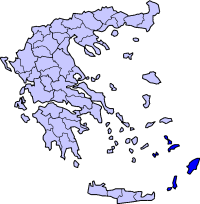
Mapa prefektury Dodekanezu

Archipelag obejmuje 163 wyspy, z których 26 jest zamieszkanych. Poniżej lista 12 wysp, które dały archipelagowi nazwę, w kolejności malejącej powierzchni (liczba ludności wg stanu na 2011 rok):
- Rodos – 36°11′N 27°58′E/36,183333 27,966667; pow. 1401,46 km²; 115 490 osób; najwyższe wzniesienie: Attavyros 1215 m n.p.m.
- Karpatos – 35°35′N 27°08′E/35,583333 27,133333; pow. 300,152 km²; 6226 osób; Lastos 1215 m n.p.m.
- Kos – 36°49′N 27°07′E/36,816667 27,116667; pow. 287,611 km²; 33 388 osób; Dikros 846 m n.p.m.
- Kalimnos – 36°59′N 26°59′E/36,983333 26,983333; pow. 110,581 km²; 16 179 osób; Profitis Ilias 676 m n.p.m.
- Astipalea – 36°35′N 26°22′E/36,583333 26,366667; pow. 96,42 km²; 1334 osoby; Vardia 482 m n.p.m.
- Tilos – 36°26′N 27°22′E/36,433333 27,366667; pow. 61,487 km²; 780 osób; Profitis Ilias 612 m n.p.m.
- Simi – 36°36′N 27°50′E/36,600000 27,833333; pow. 57,865 km²; 2590 osób; 617 m n.p.m.
- Leros – 37°09′N 26°51′E/37,150000 26,850000; pow. 54,052 km²; 7917 osób; 321 m n.p.m.
- Kasos – 35°24′N 26°55′E/35,400000 26,916667; pow. 49,0 km²; 1084 osoby; Prionas 601 m n.p.m.
- Nisiros – 36°35′N 27°10′E/36,583333 27,166667; pow. 41,60 km²; 1008 osób; Profitis Ilias 698 m n.p.m.
- Patmos – 37°19′N 26°33′E/37,316667 26,550000; pow. 34,05 km²; 3047 osób; Profitis Ilias 269 m n.p.m.
- Mejisti – 36°09′N 29°35′E/36,150000 29,583333; pow. 11,978 km²; 492 osoby; Vigla 273 m n.p.m.

Ponadto w skład archipelagu wchodzą też następujące wyspy (liczba ludności wg stanu na 2011 rok):
- Chalki – 36°14′N 27°34′E/36,233333 27,566667; pow. 26,988 km²; 478 osób; Maistros 601 m n.p.m.
- Saria – 35°52′N 27°13′E/35,866667 27,216667; pow. 20,429 km²; 45 osób; Pachy Vuono 631 m n.p.m.
- Lipsi – 37°18′N 26°45′E/37,300000 26,750000; pow. 15,95 km²; 790 osób; Skafi 277 m n.p.m.
- Pserimos – 36°56′N 27°08′E/36,933333 27,133333; pow. 14,615 km²; 80 osób; 268 m n.p.m.
- Agatonisi – 37°28′N 26°58′E/37,466667 26,966667; pow. 13,417 km²; 185 osób; Dendra 209 m n.p.m.
- Lewita (niezamieszkana) – 37°00′N 26°28′E/37,000000 26,466667; pow. 9,121 km²; Vardia 130 m n.p.m.
- Sýrna (niezamieszkana) – 36°21′N 26°41′E/36,350000 26,683333; pow. 7,868 km²; 322 m n.p.m.
- Arki – 37°23′N 26°44′E/37,383333 26,733333; pow. 6,697 km²; 44 osoby; Botos 114 m n.p.m.
- Alimia (niezamieszkana) – 36°16′N 27°42′E/36,266667 27,700000; pow. 6,50 km²; 274 m n.p.m.
- Nímos (niezamieszkana) – 36°39′N 27°51′E/36,650000 27,850000; pow. 4,648 km²; 617 m n.p.m.
- Telendos – 37°00′N 26°55′E/37,000000 26,916667; pow. 4,648 km²; 94 osoby; Rachi 459 m n.p.m.
- Jali – 36°40′N 27°07′E/36,666667 27,116667; pow. 4,588 km²; 21 osób; Volcano 182 m n.p.m.
- Kinaros – 36°59′N 26°17′E/36,983333 26,283333; pow. 4,577 km²; 2 osoby; Papas 296 m n.p.m.
- Farmakonisi – 37°17′N 27°05′E/37,283333 27,083333; pow. 3,866 km²; 10 osób; 106 m n.p.m.
- Armathia (niezamieszkana) – 35°26′N 26°52′E/35,433333 26,866667; pow. 2,567 km²; 111 m n.p.m.
- Kalolimnos – 37°04′N 27°05′E/37,066667 27,083333; pow. 1,95 km²; 2 osoby; 82 m n.p.m.
- Ro (niezamieszkana) – 36°09′N 29°30′E/36,150000 29,500000; pow. 1,476 km²; 87 m n.p.m.
- Strongili (niezamieszkana) - 36°06′50″N 29°38′12″E/36,113889 29,636667; pow. 0.9 km²; 156 m n.p.m.

## Geografia i gospodarka
Powierzchnia wysp Dodekanezu jest przeważnie górzysta, o urozmaiconej rzeźbie. Na wyspach panuje klimat śródziemnomorski.
Ludność archipelagu utrzymuje się z turystyki, rolnictwa (uprawa winorośli, oliwek, drzew cytrusowych i tytoniu, hodowla owiec i jedwabników), rybołówstwa oraz rzemiosła (wyrób dywanów i ceramiki). 

## Historia

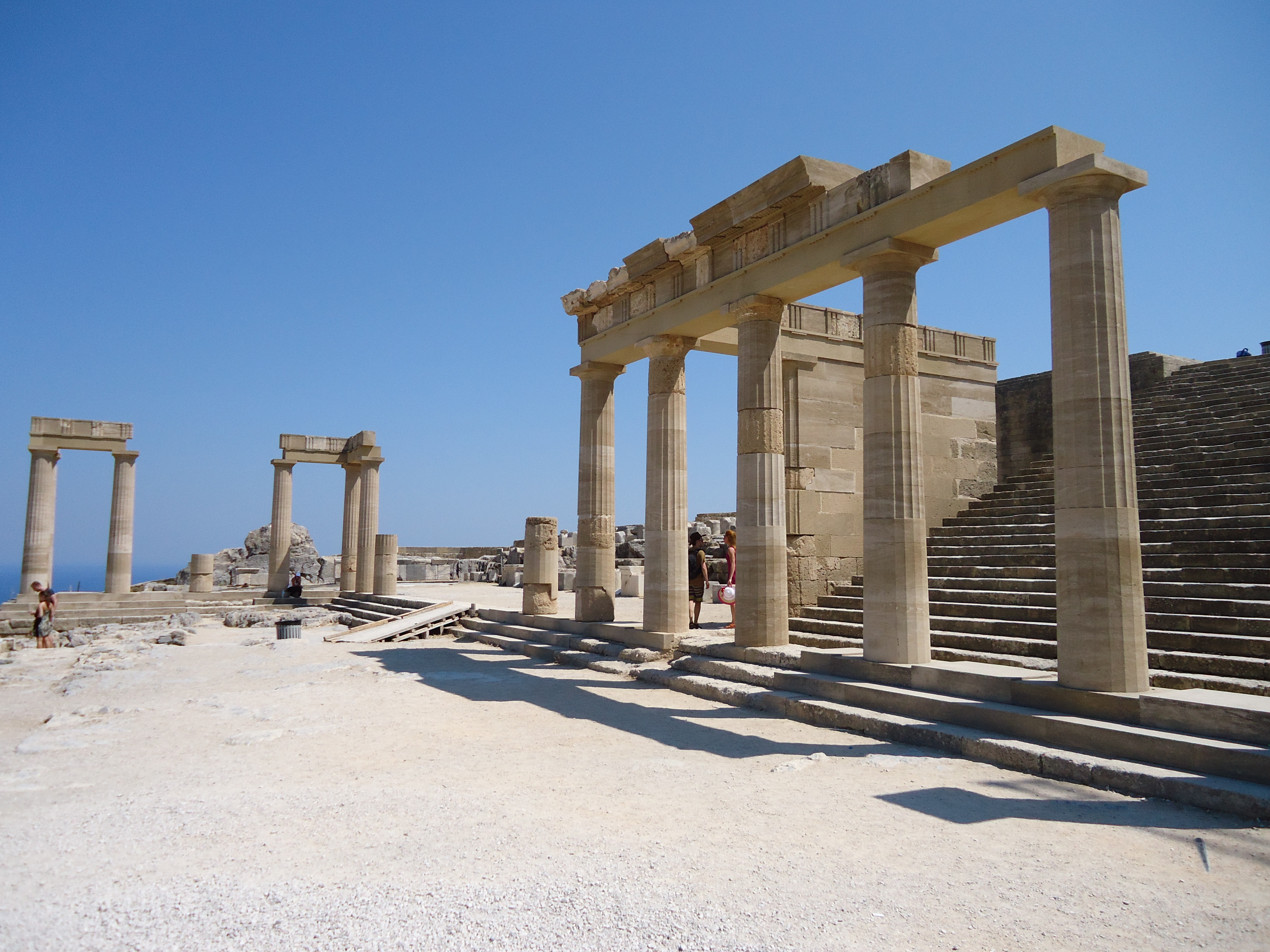
Ruiny doryckiej świątyni Afrodyty w Lindos na wyspie Rodos

Wyspy Dodekanez są znane jako część greckiego świata od czasów starożytnej Grecji. Wykopaliska archeologiczne ujawniły osiemnaście osad achajskich na ośmiu wyspach archipelagu i inne znaleziska mykeńskie o wyjątkowej wartości. W czasach, gdy archipelag zamieszkiwali Dorowie trzy miasta wyspy Rodos wraz z Knidos i Halikarnasem utworzyły związek polityczno-gospodarczy o religijnym charakterze, Heksapolis.
Dodekanez był miejscem narodzin wybitnego poety i filozofa, Kleobulosa z Lindos. W czasach rzymskich wyspa Rodos narzuciła Rzymianom prawo morskie, pierwszy tego typu zbiór norm prawnych w historii, zaś wyspa Kos wprowadziła ich w medycynę Hipokratesa i podstawowe prawa natury. W latach 294–282 p.n.e. na Rodos powstał Kolos Rodyjski, jeden z siedmiu cudów świata.
W czasach bizantyńskich mieszkańcy Dodekanezu wyznawali chrześcijaństwo. W kolejnych stuleciach byli ciężko doświadczani z powodu najazdów Persów, Arabów, Wenecjan, Genueńczyków i Osmanów. W tych okolicznościach byli zmuszeni opuścić swoje domy i wycofać się w rejony górskie. W 1312 roku Rodos i pozostałe sąsiednie wyspy zajęli Szpitalnicy. Wyspa Rodos była pod silnym wpływem kultury zachodniej, a jej port stał się jednym z najważniejszych ośrodków handlowych Dodekanezu. Przez długi czas wyspa Rodos słynęła ze wspaniałej sztuki, rzeźby i architektury. Miasto Rodos zostało ufortyfikowane przez Szpitalników masywnymi murami w celu ochrony Morza Egejskiego przed tureckimi najazdami.
W 1522 roku archipelag Dodekanez trafił pod administrację Imperium Osmańskiego i pozostawał pod nią do lat 1911–1912, kiedy to w następstwie wojny trypolitańskiej znalazł się pod kontrolą Królestwa Włoch. Chociaż w 1912 roku Włochy w podpisanym z Turcją traktacie z Ouchy zobowiązały się do wycofania się z Dodekanezu, to ostatecznie nie wywiązały się z tego zobowiązania i okupowały archipelag do 1943 roku, kiedy to skapitulowały w II wojnie światowej. W tym samym roku, w następstwie walk trwających od 8 września do 22 listopada, kontrolę nad Dodekanezem przejęły nazistowskie Niemcy i sprawowały ją do 8 maja 1945 roku, w którym to niemiecki generał Otto Wagener poddał archipelag Wielkiej Brytanii. 7 marca 1947 roku na mocy pokoju paryskiego wyspy zostały przekazane Królestwu Grecji.

## Atrakcje turystyczne

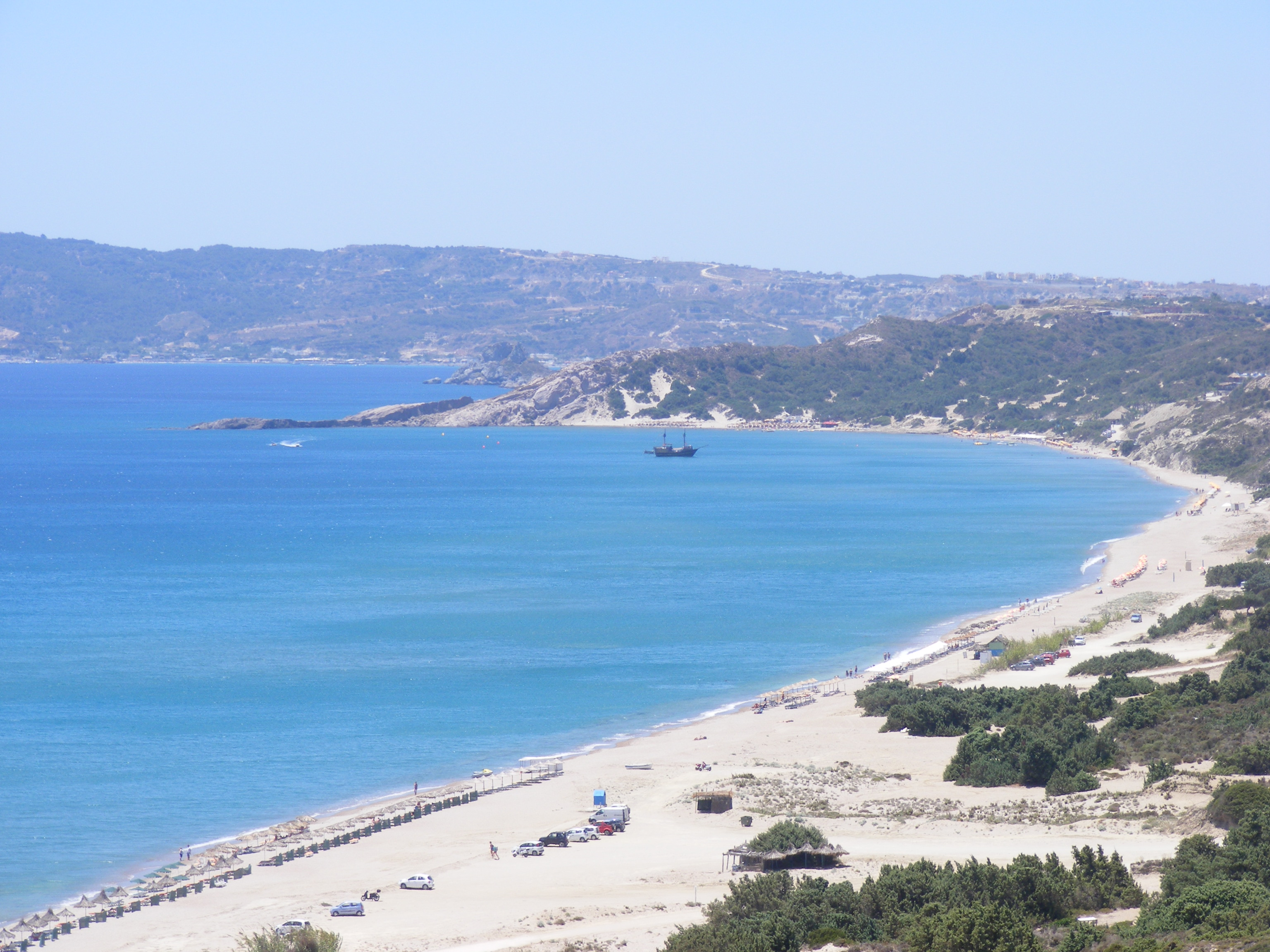
Plaża Polemi na wyspie Kos

Najbardziej znaną spośród wysp Dodekanezu jest niewątpliwie Rodos – odwieczny ośrodek administracyjny regionu. W starożytności wyspa słynęła przede wszystkim z zaliczanego do siedmiu cudów świata Kolosa Rodyjskiego. Był to też najsłynniejszy po Cyprze ośrodek kultu Afrodyty. Chociaż sam Kolos nie dotrwał do czasów współczesnych, na wyspie można podziwiać starożytne ruiny, a także późniejszą bizantyńską, wenecką i osmańską zabudowę. Archipelag Dodekanez przyciąga też turystów ze względu na wspaniałe piaszczyste plaże i słoneczną pogodę południowej części Morza Egejskiego.